# Station Châtillon-Saint-Vincent
Station Châtillon-Saint-Vincent is een spoorwegstation van de spoorlijn Chivasso-Ivrea-Aosta, gelegen in de gemeente Châtillon (Valle d'Aosta) (Aostadal-Italië). Het station werd zoals de spoorlijn in 1886 geopend.
In 1940 kreeg het onder druk van Italiaanse nationalisten, de nieuwe naam "Castiglion Dora". Dit werd in 1946 onder Franse druk teruggedraaid.